# Arthur Chioro
Ademar Arthur Chioro dos Reis (Santos, 5 de dezembro de 1963) é um médico sanitarista, professor universitário e político brasileiro, filiado ao Partido dos Trabalhadores (PT) e atual presidente da Empresa Brasileira de Serviços Hospitalares (EBSERH). Foi ministro da Saúde do Brasil entre 2014 e 2015, no governo Dilma Rousseff.
Graduou-se em medicina pelo Centro Universitário Serra dos Órgãos (UniFESO), realizou residência médica em Medicina Preventiva e Social na Faculdade de Medicina de Botucatu (Unesp), obteve um mestrado pela Universidade Estadual de Campinas (UNICAMP) e um doutorado pela Universidade Federal de São Paulo (UNIFESP), ambos em saúde coletiva. Foi secretário de saúde do município de São Bernardo do Campo. Atualmente é professor do Campus São Paulo da Unifesp, atuando no departamento de Medicina Preventiva da Escola Paulista de Medicina.
É adepto do espiritismo. Foi condecorado com a Ordem do Rio Branco - Grau de Grã Cruz em 13 de agosto de 2015.

## Ministério da Saúde (Brasil)
Assumiu o ministério em fevereiro de 2014, mas em 21 de fevereiro foi exonerado do cargo de Ministro da Saúde para assumir a vaga de professor da UNIFESP. O procedimento fez parte de um trâmite burocrático, uma vez que ele não poderia tomar posse como professor já ocupando um cargo público, porém, na condição de professor, pode acumular o cargo de ministro. A renomeação como ministro ocorreu após a posse como professor. Assumiu, interinamente, o secretário de Gestão do Trabalho e da Educação na Saúde (SGTES), Mozart Sales.
Em 31 de dezembro de 2014 sua permanência no comando do ministério foi confirmada para o Segundo Governo Dilma Rousseff, onde permaneceu até 29 de setembro de 2015.

Em 28 de fevereiro de 2023, assumiu a presidência da Empresa Brasileira de Serviços Hospitalares (Ebserh), estatal vinculada ao Ministério da Educação (MEC) que administra 41 hospitais universitários federais em todo o país.